# ساترداي نايت لايف كوريا
ساترداي نايت لايف كوريا (بالإنجليزية: Saturday Night Live Korea)‏ أو اختصاراً SNL كوريا هو برنامج منوعات تلفزيوني كوري جنوبي مباشر، ويبث على قناة تي في إن منذ 3 كانون الأول 2011. وهو النسخة الكورية من البرنامج الأمريكي الشهير ساترداي نايت لايف.

## روابط خارجية
- ساترداي نايت لايف كوريا على موقع IMDb (الإنجليزية)
- ساترداي نايت لايف كوريا على موقع كينوبويسك (الروسية)
- ساترداي نايت لايف كوريا على موقع قاعدة بيانات الفيلم (الإنجليزية)

## روابط أضافية
- SNL Korea official tvN website (بالكورية)
- SNL Korea  على فيسبوك.
- SNL Korea على تويتر.
- قناة SNL Korea  على يوتيوب